# Mussaenda kingdon-wardii
Mussaenda kingdon-wardii är en måreväxtart som beskrevs av Jayaw.. Mussaenda kingdon-wardii ingår i släktet Mussaenda och familjen måreväxter. Inga underarter finns listade i Catalogue of Life.